# Tom Mercier

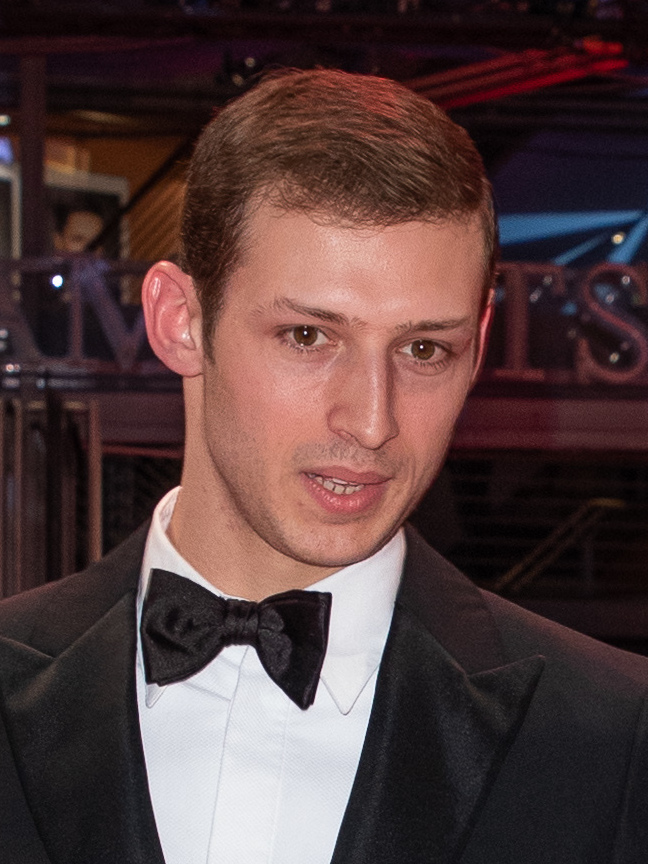
Tom Mercier (2019)

Tom Mercier (hebräisch טום מרסייה; * 1993 in Israel) ist ein israelischer Theater- und Filmschauspieler.

## Leben
Tom Mercier studierte am Yoram Levinstein Acting Studio in Tel Aviv.
Sein Filmdebüt gab Mercier 2019 mit der Hauptrolle in Synonymes des israelischen Regisseurs Nadav Lapid, der ihn noch als Schauspielstudenten entdeckte. In Lapids semi-autobiografischem Film spielt er Yoav, einen jungen Israeli, der gerade mit höchsten Erwartungen nach Paris gekommen ist und versucht, sich so schnell wie möglich von seiner Nationalität zu befreien. Ähnlich wie seine Filmfigur brachte sich Mercier selbst Französisch bei, zog nach Paris und brach in Vorbereitung auf die Dreharbeiten jedweden Kontakt nach Israel ab.
Nino Klingler geht in seiner Rezension von Synonymes auf critic.de explizit auf Merciers Darstellung ein: „Ein Körper, zum Bersten gefüllt von Erinnerungen. Ein Geist, vom Wunsch beseelt zu verdrängen. Traumatische Energie, die raus muss. Ein Mund, der plappert und plappert in einer fremden Sprache, einer Sprache, die frei ist von der Last des Erlebten. Bewegung, rastlose Bewegung. Der Körper, der Mund, die Bewegungen gehören dem Schauspieler Tom Mercier; die Erinnerungen, das Trauma, die Vergangenheit, gehören zur Figur, die er verkörpert: Joav, ein Israeli, gestrandet in Paris, geflohen vor den Erlebnissen im Militär eines Landes, das für ihn dem Untergang geweiht ist. (...)“ Das amerikanische Branchenfachblatt Variety schreibt begeistert über den „exceptional newcomer“: „Furchtlos wirft sich der Neuling quasi buchstäblich in Szenen, die vor Energie schier explodieren, wagt sich an eine Rolle, die ein verwirrendes Maß an Körperlichkeit erfordert. Selbst wenn er nicht nackt wäre, und das ist er oft, besitzt Mercier eine Körpersprache und Präsenz, die Kleidung überflüssig scheinen lässt.“
Synonymes feierte im Februar 2019 bei den Internationalen Filmfestspielen Berlin seine Weltpremiere und gewann dort mit dem Goldenen Bären den Hauptpreis des Festivals. Im Jahr 2020 war er in sechs Folgen der Fernsehserie We Are Who We Are in der Rolle von Jonathan Kritchevsky zu sehen, die bei HBO ausgestrahlt wurde.
Eine Hauptrolle erhielt Mercier auch in Lapids Kurzfilm The Star, den dieser im Juli 2021 bei den Filmfestspielen in Cannes vorstellte. Darin spielt er den Lieblingsstar einer Frau, gespielt von Lapids Lebensgefährtin Naama Preis, die sich wünscht, ihn zu küssen. In Patric Chihas Spielfilm Das Tier im Dschungel war er der Leinwandpartner von Anaïs Demoustier.
Mercier lebt gegenwärtig in Paris.

## Filmografie
- 2019: Synonymes
- 2020: We Are Who We Are (Fernsehserie, 6 Folgen)
- 2021: The Star (Kurzfilm)
- 2021: Das Seil (La corde, Fernsehserie)
- 2021: Ma nuit
- 2023: Das Tier im Dschungel (La Bête dans la jungle)
- 2023: Animalia (Le règne animal)
- 2024: Darkest Miriam

## Auszeichnungen
Canadian Screen Award
- 2025: Nominierung für die Beste Nebenrolle – Drama (Darkest Miriam)[11]

Prix Lumières
- 2020: Nominierung als Révélation masculine (Synonymes)[12]

Ophir Award
- 2019: Nominierung als Bester Hauptdarsteller (Synonymes)[13]